# فیلیپ رودریگز
فیلیپ رودریگز (انگلیسی: Phelipe Rodrigues؛ زادهٔ ۱۰ august ۱۹۹۰ (۳۴ سال)) ورزشکار ورزش شنا اهل برزیل است.
وی در مسابقات کشوری و بین‌المللی در مجموع برندهٔ ۱۵ مدال طلا، ۱۹ مدال نقره، ۹ مدال برنز شده‌است. وی از برندگان مدال‌های بازی‌های پارالمپیک تابستانی ۲۰۰۸ تا ۲۰۱۶ است.